# ビッグパルサー
ビッグパルサー （BIG PULSAR）は、山佐が開発・販売したパチスロ機である。通称「ビッパル」。

## 概要
ビッグパルサーは山佐の2号機第2弾の機種である。
リーチ目は主にボーナス絵柄とスイカ絵柄の組み合わせで構成されている。これらの絵柄が特定の形に並べばリーチ目。BIG中にはアマリリスが流れる。
リーチ目の中にはボーナス成立ゲームでしか出ないリーチ目も存在する。
有名なリーチ目としては7のケツテンパイ（中・右リールの下段に7）やオレンジのV型（左・右リールの上段と中リールの下段にオレンジ）などがある。
4号機にニュービッグパルサーとしてリバイバルした。

## ボーナス確率
| 設定 | BIG     | REG     |
| ---- | ------- | ------- |
| 1    | 1/321.2 | 1/356.1 |
| 2    | 1/289.9 | 1/321.2 |
| 3    | 1/260   | 1/287.4 |
| 4    | 1/234   | 1/258   |
| 5    | 1/219.9 | 1/201   |
| 6    | 1/219.9 | 1/201   |